# 梨坡駅
梨坡駅（リパえき、朝鮮語: 리파역）は、朝鮮民主主義人民共和国咸鏡南道端川市にある駅で、クムゴル線に属する。 

## 概要
新坪駅から梨坡駅間は急勾配が続く区間となっている。2023年12月下旬、電力不足で勾配を登りきれなかった列車が梨坡駅の手前で逆走を開始。客車が脱線転覆して400人以上が死傷する事故が発生した。

## 隣の駅
クムゴル線
新坪駅 - 梨坡駅 - 新甑山駅